# Вижайка (приток Яйвы)
Вижайка — река в России, протекает в Усольском и Александровском районах Пермского края. Устье реки находится в 152 км по правому берегу реки Яйва. Длина реки составляет 11 км.
Исток реки в лесном массиве среди холмов предгорий Северного Урала в 24 км к северо-востоку от Березников. Исток и первые километры течения находятся в Усольском районе, прочее течение — в Александровском. Река течёт на юго-восток по лесистой местности. Притоки — Западная и Южная Вижайки (правые); Северная Вижайка (левый). Впадает в Яйву у деревни База.

## Данные водного реестра
По данным государственного водного реестра России относится к Камскому бассейновому округу, водохозяйственный участок реки — Кама от города Березники до Камского гидроузла, без реки Косьва (от истока до Широковского гидроузла), Чусовая и Сылва, речной подбассейн реки — бассейны притоков Камы до впадения Белой. Речной бассейн реки — Кама.
Код объекта в государственном водном реестре — 10010100912111100007307.